# Borsky (huyện của tỉnh Samara)
Huyện Borsky (tiếng Nga: ? райо́н) là một huyện hành chính tự quản (raion), của Tỉnh Samara, Nga. Huyện có diện tích 2106 kilômét vuông. Trung tâm của huyện đóng ở Borskoye.